# クラシル
クラシル（Kurashiru）は、dely株式会社が運営するレシピプラットフォームである。

## 概要
「80億人に1日3回の幸せを届ける」をミッションに、誰でも簡単に作れるレシピ動画を配信するサービス。
2016年2月にサービス提供を開始し、管理栄養士が監修したレシピをこれまでに50,000件以上掲載しており、レシピだけでなく、料理のコツや食材の保存方法など、暮らしに役立つ情報も提供している。
2021年12月に、誰でも食のコンテンツをショート動画にまとめ、配信することができる機能を追加。
2022年4月にはSNSの総フォロワー数が1,000万を超え、同年7月には国内のレシピ動画サービスとして初めて、公式YouTubeのチャンネル登録者数が100万人を突破した。
2022年12月、ブランドをリニューアルし、料理や暮らしなどライフスタイル分野のクリエイターが活躍できるクリエイターエコノミーの推進を開始。今後、企業タイアップやライブ配信機能など、クリエイターの収益化を目指している。